# Квесан
Квеса́н (кор. 괴산군?, 槐山郡?, Goesan-gun) — уезд в провинции Чхунчхон-Пукто, Южная Корея.

## Города-побратимы
Квесан является городом-побратимом следующих населённых пунктов:
- Кванак, Сеул, Республика Корея
- Каннам, Сеул, Республика Корея
- Куро, Сеул, Республика Корея
- Чунку, Инчхон, Республика Корея
- Анян, провинция Кёнгидо, Республика Корея
- Ансан, провинция Кёнгидо, Республика Корея
- Ыйван, провинция Кёнгидо, Республика Корея
- Цзиань, Тунхуа, провинция Гирин, Китай